# Yuki Miyazawa
Pour les articles homonymes, voir Miyazawa.
Yuki Miyazawa (宮澤 夕貴), est une joueuse internationale japonaise de basket-ball née le 2 juin 1993 à Izumi-ku, (Préfecture de Kanagawa).

## Biographie
Elle fait partie des douze sélectionnées pour le tournoi olympique de 2020, disputé en 2021 en raison de la pandémie de Covid-19, qui remporte la médaille d'argent.

## Palmarès

### en 5x5
- Médaille d'argent aux Jeux olympiques de 2020 à Tokyo[1]
- Médaillée d'or à la coupe d'Asie en 2019
- Médaillée d'or à la coupe d'Asie en 2017
- Médaillée d'or à la coupe d'Asie en 2015
- Médaillée d'or à la coupe d'Asie en 2013